# Eidgenössische Kommission gegen Rassismus
Die Eidgenössische Kommission gegen Rassismus (EKR) (französisch Commission fédérale contre le racisme, italienisch Commissione federale contro il razzismo) ist eine 1995 ins Leben gerufene ausserparlamentarische Kommission, die dem Eidgenössischen Departement des Innern (EDI) untersteht.
Die Kommission entstand im Zuge der Ratifizierung der UN-Rassendiskriminierungskonvention (RDK) durch die Schweiz am 9. März 1993. Dazu musste neu eine Rassismus-Strafnorm (Artikel 261bis StGB) eingeführt werden. Diese stellt rassistische Taten und Propaganda unter Strafe. Daneben verpflichtet das Übereinkommen die Schweiz zu einer aktiven Präventionspolitik gegen Diskriminierung und dazu, die Gleichberechtigung aller Menschen ungeachtet ihrer nationalen Herkunft, ihres Aussehens oder ihrer Religion zu garantieren.
Aus diesen Aufgaben leitet sich das weit gefasste Mandat der EKR ab.
Zur Sensibilisierung der Öffentlichkeit machte die EKR bereits wiederholt mittels landesweiter Plakatkampagnen auf ihr Anliegen aufmerksam. Daneben gibt sie Empfehlungen und Stellungnahmen gegenüber Behörden auf verschiedenen Ebenen ab. Sie unterstützt und berät Menschen, die sich als Opfer von Diskriminierung fühlen, verfügt aber über keine richterliche Funktion. Weiter führt sie eine Dokumentation von Publikationen und Urteilen zur Rassismus-Strafnorm.
Präsidentin der EKR ist Ursula Schneider Schüttel. Sie folgte 2024 auf Martine Brunschwig Graf, welche 2012 ihrerseits den seit der Gründung amtierenden Basler Historiker Georg Kreis abgelöst hatte. Zusammen mit der Vizepräsidentin Nora Refaeil gehören insgesamt 14 Fachpersonen zur Kommission. Sie vertreten etwa die Schweizer Bischofskonferenz, die Evangelisch-reformierte Kirche Schweiz, den Schweizerischen Israelitischen Gemeindebund, Organisationen der Schweizer Muslime, der Roma und Jenischen sowie von Kantonsbehörden, Arbeitgeber- und Arbeitnehmerverbänden. Im Sekretariat werden drei Personen beschäftigt.